# Moulin de Bellemagny
Le moulin de Bellemagny est un monument historique situé à Bellemagny, dans le département français du Haut-Rhin.

## Localisation
Ce bâtiment est situé bei Der Muehle, moulin n° 11 et au 11, rue Principale à Bellemagny.

## Historique
L'édifice fait l'objet d'une inscription au titre des monuments historiques depuis 1934.
L'édifice fait l'objet d'un classement au titre des monuments historiques depuis 1984.